# Baudette
Baudette é uma cidade localizada no estado americano de Minnesota, no Condado de Lake of the Woods.

## Demografia
Segundo o censo americano de 2000, a sua população era de 1104 habitantes. 
Em 2006, foi estimada uma população de 1004, um decréscimo de 100 (-9.1%).

## Geografia
De acordo com o United States Census Bureau tem uma área de 
9,7 km², dos quais 8,6 km² cobertos por terra e 1,1 km² cobertos por água. Baudette localiza-se a aproximadamente 331 m acima do nível do mar.

## Localidades na vizinhança
O diagrama seguinte representa as localidades num raio de 68 km ao redor de Baudette. 